# Inwood (Manhattan)

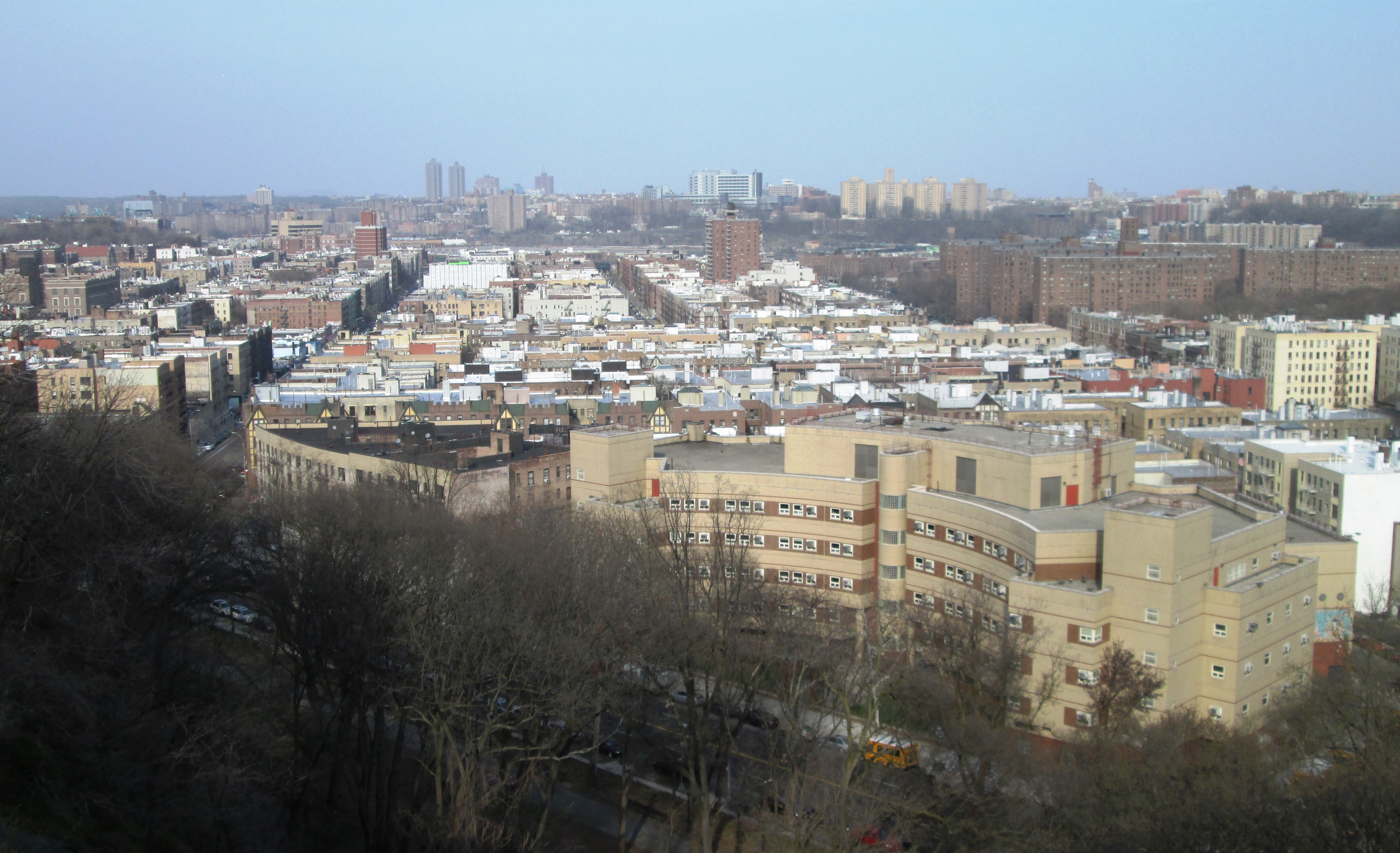
Blick vom Fort Tryon Park auf Inwood, im Hintergrund die Bronx.

Inwood ist ein Stadtteil im New Yorker Stadtbezirk Manhattan sowie der nördlichste der gleichnamigen Insel. Inwood hatte 2020 laut US-Census 36.980 Einwohner auf einer Fläche von knapp 2,35 km². Inwood ist Teil des Manhattan Community District 12 und gehört zum 34. Bezirk des New Yorker Polizeidepartements. Kommunalpolitisch wird Inwood vom 10. Bezirk des New York City Council vertreten. Die primäre Postleitzahl ist 10034. Inwood ist weitgehend als hispanisch geprägter Stadtteil bekannt.

## Lage und Verkehr

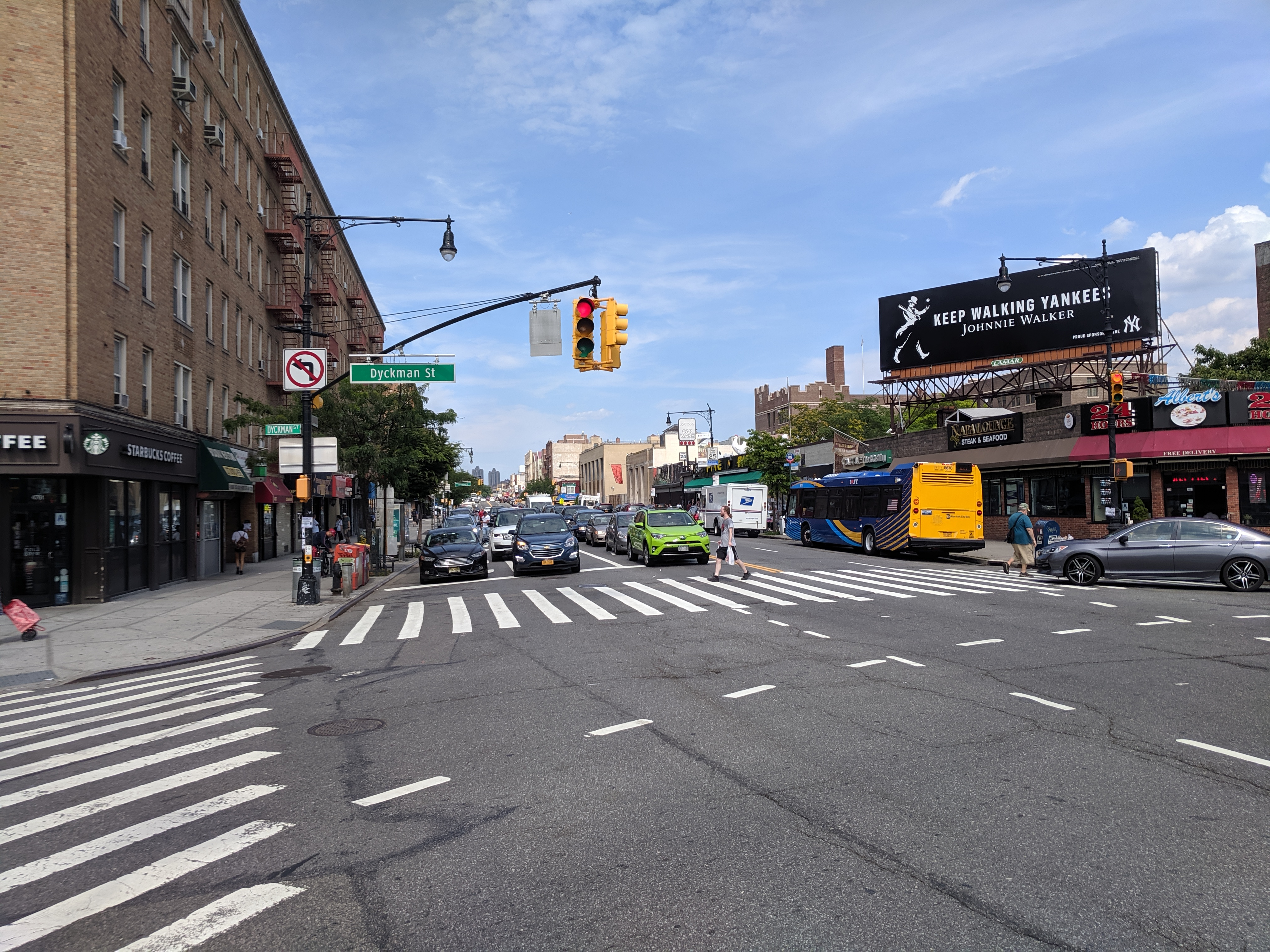
Kreuzung Broadway und Dyckman Street

### Lage
Inwood liegt im Norden von Manhattan und wird durch den Spuyten Duyvil Creek im Norden, den Harlem River im Osten sowie durch den Hudson River im Westen begrenzt. Im Süden verläuft die Grenze im Allgemeinen entlang dem Riverside Drive zwischen Inwood Hill Park und Fort Tryon Park und der Dyckman Street. Manchmal wird auch die weiter südlich verlaufende Fairview Avenue als Begrenzung angegeben, wie zum Beispiel beim US Postal Service. Die Bewohner selbst sehen die Grenze an der Dyckman Street. Gründe dafür können zum einen in der Topographie der beiden Straßen gesehen werden – die Bebauung der Fairview Avenue ähnelt eher der des Nachbarstadtteils Washington Heights – zum anderen darin, dass die Dyckman Street als Durchgangsstraße, die Manhattan vom Hudson zum Harlem River durchquert, größer ist als die Fairview Avenue.
Benachbarte Stadtteile sind im Norden Marble Hill in Manhattan und Spuyten Duyvil in der Bronx, im Osten Fordham und University Heights (beide in der Bronx) sowie im Süden Washington Heights (Manhattan).
Inwood ist das nördlichste Viertel der Insel Manhattan, aber nicht das nördlichste Viertel des Stadtbezirks Manhattan. Dies ist Marble Hill, ein Viertel Manhattans, das im Norden an Inwood grenzt, aber vor einiger Zeit mit dem Festland verbunden wurde: Marble Hill wurde durch den Bau des Harlem River Ship Canal von der Insel Manhattan Ende des 19. Jahrhunderts abgetrennt und war damit vorübergehend eine kleine Insel. Erst durch die Auffüllung des früheren Harlem-River-Arms, der durch den Harlem River Ship Kanal für die Schifffahrt ersetzt wurde, konnte 1914 Marble Hill mit dem Festland verbunden werden.
Da Inwood auf drei Seiten von Gewässern begrenzt wird, es hügelig ist und lediglich durch die Straßen Broadway und Fort George Hill mit den anderen Teilen Manhattans verbunden ist, scheint dieser Stadtteil losgelöst vom übrigen Stadtbezirk Manhattan.

### Verkehr
Die wichtigste Durchfahrtsstraße Inwoods ist der Broadway, auf dem hier die U.S. Route 9 (US 9) verläuft. Bedeutende Einkaufsstraßen sind der Broadway sowie die Dyckman Street und die West 207th Street. Die Highways Henry Hudson Parkway im Westen, der Harlem River Drive/FDR Drive im Südosten und der Major Deegan Expressway über den Harlem River Richtung Osten erschließen Inwood.
Inwood Hill hat einen guten Anschluss an die New York City Subway. im Norden des Stadtteils befindet sich an der Kreuzung Broadway/West 207th Street die U-Bahn-Station 207 St Station. Hier beginnt die entlang und unter dem Broadway verlaufende Linie , die durch Manhattan und Brooklyn nach Far Rockaway in Queens führt. Eine weitere Station dieser Linie liegt an der Kreuzung Broadway/Dyckman Street. Den südlichen Teil des Viertels durchquert entlang der 10th Avenue und „Nagle Avenue“ die Linie  und bedient hier die Stationen 215 Street, 207 Street und Dyckman Street. Sie verläuft vom Stadtteil Fieldston in der Bronx bis zum Whitehall Terminal im South Ferry District an der Südspitze von Manhattan.

## Geschichte

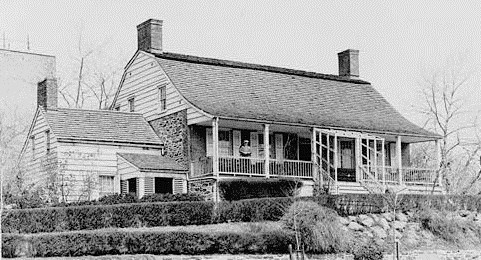
Das Dyckman House (Baujahr ca. 1784 – Aufnahme von 1934) dient heute als Museum

Am 24. Mai 1626 erwarb Peter Minuit, der Generaldirektor der Niederländischen Kolonie Nieuw Nederland (Neu-Niederlande) die Insel von den Lenape Indianern für 60 niederländische Gulden und – der Sage nach – einige billige Schmuckstücke. Am Südende der Insel gründete Minuit Nieuw Amsterdam (Neu-Amsterdam). Eine Gedenktafel befindet sich heute an dem Ort, an dem der Kauf der Insel möglicherweise stattgefunden hat: im Inwood Hill Park, dem letzten verbliebenen ursprünglichen Waldgebiet in Manhattan.
Inwood war bis ins frühe 20. Jahrhundert ein sehr ländlich geprägter Teil Manhattans; das im 18. Jhd. erbaute Dyckman House ist das einzig noch erhaltene Farmhaus in Manhattan. Als dann aber die IRT-U-Bahn-Linie 1906 Inwood erschloss, wurden in den folgenden ca. 30 Jahren zahlreiche Wohngebäude auf der Ostseite des Broadways errichtet. Als schließlich in den 1930er Jahren die IND-U-Bahn-Linie (A Eighth Avenue Express) die Dyckman Street und die 207th am Broadway erschloss, wurden auch große Gebiete westlich des Broadways erschlossen und bebaut. Viele der beeindruckenden Art-déco-Gebäude in Inwood wurden zu jener Zeit gebaut.

## Bevölkerungs- und Sozialstruktur
Während des 20. Jahrhunderts waren die Bewohner von Inwood überwiegend irischer oder jüdischer Abstammung. Das Viertel besaß eine starke irische Identität mit vielen irischen Läden, Pubs und sogar einem Sportplatz für Gaelic Football im Inwood Hill Park. Das jüdische Leben konzentrierte sich auf die Gegend östlich des Broadways. Zwischen 1960 und 1980 zogen viele irisch- und jüdisch-stämmige Familien von Inwood in andere New Yorker Stadtbezirke oder Vororte – wie dies viele andere Bewohner von Manhattan zu jener Zeit machten. Während dieser Phase zogen viele Zuwanderer von der Dominikanischen Republik nach Inwood.
Heute leben in Inwood überwiegend Hispanics und Latinos, die unter anderem aus der Dominikanischen Republik ausgewandert sind sowie deren Kinder und Kindeskinder – vor allem östlich des Broadways. Darüber hinaus erfolgt in den letzten Jahren ein vermehrter Zuzug von Mexikanern. Einige ältere irischstämmige Einwohner leben immer noch in einige Blocks bei der Church of the Good Shepherd an der Isham Street, wo heute der Gottesdienst beinahe so oft in Spanisch wie in Englisch gehalten wird.
Die jüdische Gemeinde ist fast nicht mehr vorhanden, so dass deren Synagogen und Krankenhaus entweder umgenutzt oder abgerissen wurden, wobei der YMHA (Jewish Community Center) weiterhin im Viertel aktiv ist, da sie sich heute an einen viel größeren Personenkreis wenden.
Ansonsten ist die Herkunft der übrigen Einwohner von Inwood so unterschiedlich, wie man es von New York City kennt.
Laut Volkszählung von 2020 hatte Inwood 36.980 Einwohner bei einer Einwohnerdichte von 15.736 Einwohnern pro km². Im Stadtteil lebten 25.168 (68,1 %) Hispanics und Latinos, 7.384 (20 %) Weiße, 2.399 (6,5 %) Afroamerikaner, 802 (2,2 %) Asiaten, 338 (0,9 %) aus anderen Ethnien und 889 (2,4 %) aus zwei oder mehr Ethnien.

## Bebauung und Flächennutzung

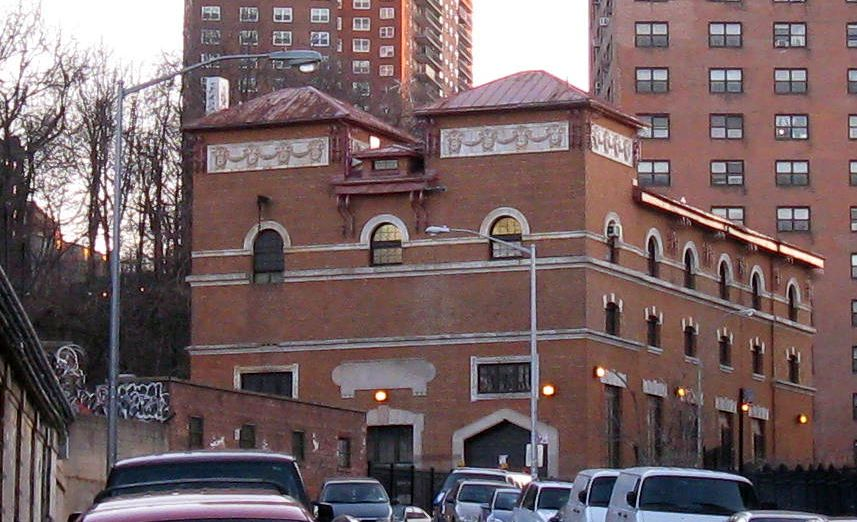
Denkmalgeschütztes Umspannwerk in Inwood

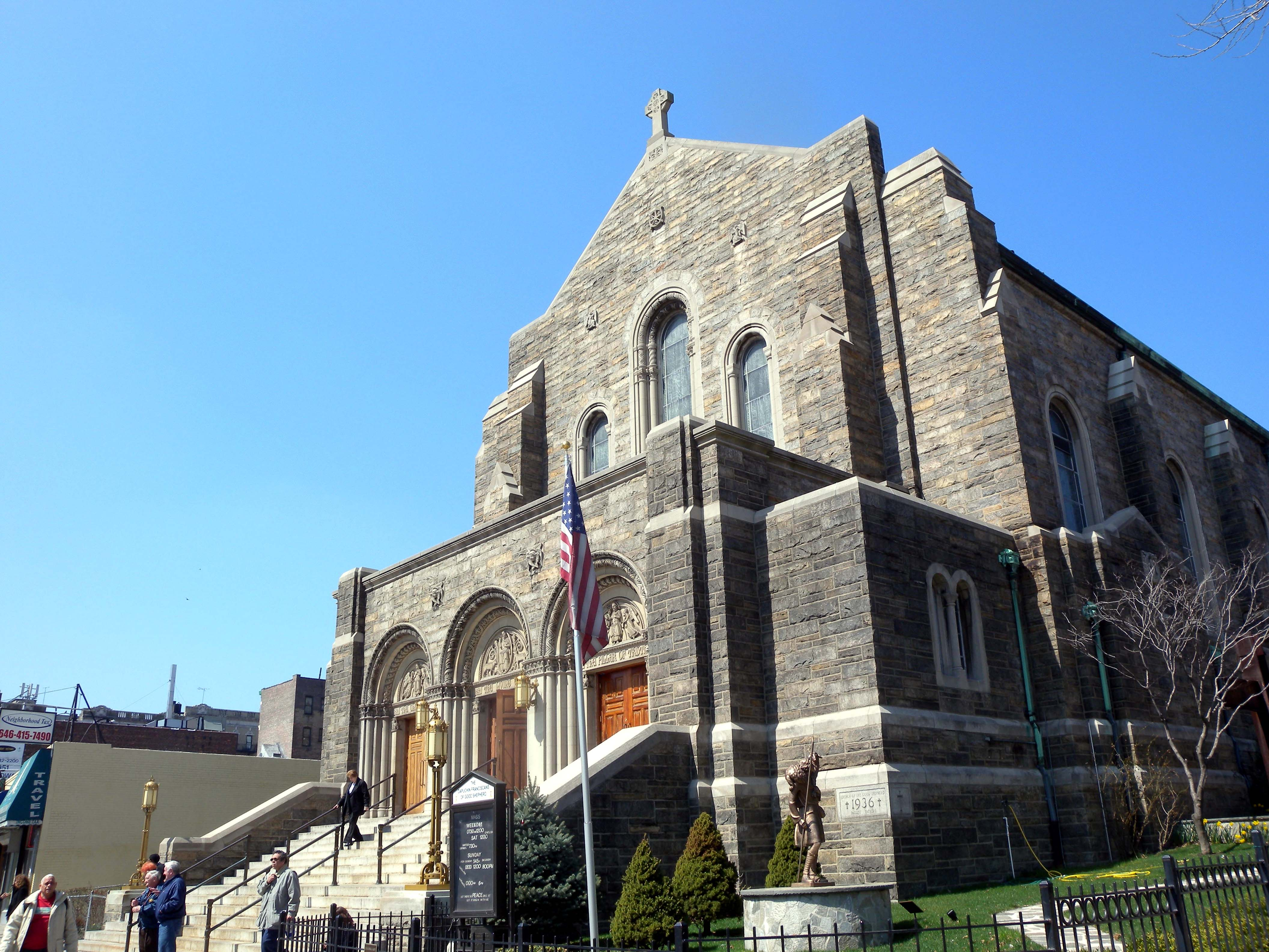
Die katholische Church of the Good Shepherd Ecke Broadway-Isham Street (2009)

Wenn man es mit anderen Stadtteilen Manhattans vergleicht, umfasst Inwood eine sehr große Fläche. Die Bebauung gabelt sich zwischen Ost und West. Laut dem United States Census Bureau spricht die Mehrheit in der Gegend östlich des Broadways spanisch und verfügt über geringe Einkommen.
Inwood ist für Menschen attraktiv, die nach niedrigeren Wohnungspreisen und einem entspannten Umfeld suchen, ohne dass sie Manhattan verlassen oder auf dessen U-Bahnverbindungen verzichten müssen. Ein Zeichen für den steigenden Marktwert von Inwood zeigt sich darin, dass inzwischen auch Immobilien, die eigentlich in Fort George oder Marble Hill liegen, beworben werden, als würden diese in Inwood liegen.
Die Immobilienpreise in West-Inwood stiegen in den letzten Jahren, da hier Künstler, Studenten, Musiker und jungen Familien hinzogen, die sich andere Viertel Manhattans nicht mehr leisten konnten – insbesondere die wohlhabenderen Viertel mit gutem U-Bahnanschluss wie Washington Heights, Morningside Heights oder die Upper West Side. Ob das letztlich zur Gentrifizierung von Inwood führt, muss abgewartet werden, da die Preise in Inwood immer noch relativ angemessen sind und die Immobilienpreise des kleinen Gebiets im Westen sich nur relativ gering auf den Rest von Inwood auswirken.
Industrieflächen sowie U-Bahn- und Bus-Depots sowie Mülldeponien befinden sich überwiegend in Sherman Creek, ein Viertel, das durch den Harlem River im Osten, die Dyckman Street im Süden, die Tenth Avenue im Westen und die 207th Street im Norden begrenzt wird. In den vergangenen Jahren propagierten verschiedene Politiker eine Umwandlung dieses Gebiets in ein Wohngebiet mit öffentlichem Zugang zum Ufer. Derzeit befindet sich ein Teil dieser Fläche im Besitz von Con Ed und der Stadt New York.
Neben Sherman Creek befindet sich Inwoods wichtigste Siedlung mit Sozialwohnungen „Dyckman Houses“ (nicht zu verwechseln mit dem Dyckman House, das das „Dyckman Farmhouse Museum“ beherbergt). Diese Wohnsiedlung wurde 1951 erbaut und besteht aus 14-stöckigen Wohnhäusern, die auf einer Fläche von ca. 5,67 Hektar (14 Morgen) stehen. Hier befindet sich auch ein Basketballplatz der bei Streetball-Anhängern sehr beliebt ist. Hier wuchs der Basketballstar Kareem Abdul-Jabbar auf. Vor dem Bau der Siedlung, befand sich hier ein Stadion („Dyckman Oval“), das 4.500 Besucher fassen konnte. Hier fanden American-Football-Spiele, Boxkämpfe sowie Baseball-Spiele der sogenannten Negro league baseball.
Der Rest von Inwood besteht zumeist aus Wohngebieten – überwiegend mit 5- bis 8-stöckigen Häusern, die vor 1945 gebaut wurden sowie einigen der letzten verbliebenen allein stehenden Häuser in Manhattan. Die meisten Häuser westlich des Broadways sind in Eigentumswohnungen aufgeteilt, während sich östlich des Broadways überwiegend Mietshäuser befinden.

### Brückenbauwerke und Bogen

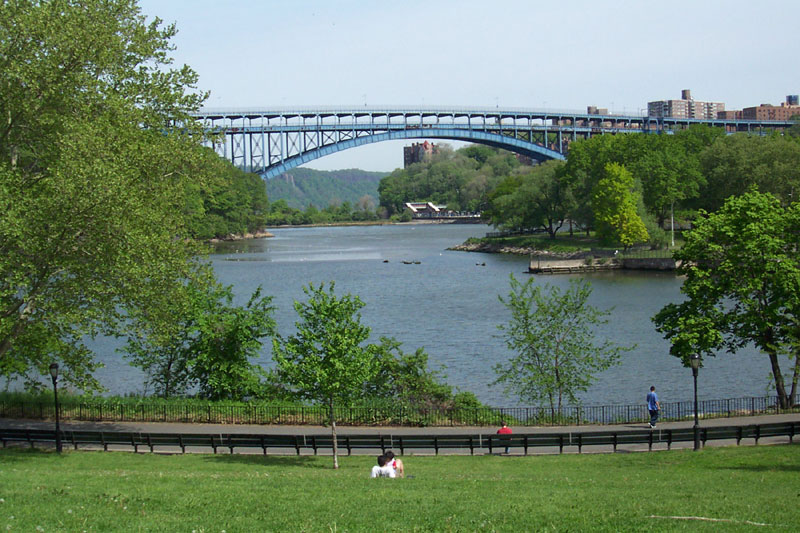
Der Inwood Hill Park Richtung Nordwesten entlang eines früheren Teil des Harlem River (Mai 2002). Die Henry Hudson Bridge und New Jersey Palisades sind im Hintergrund zu sehen. Die Halbinsel (rechts) gehörte ursprünglich zur Bronx.

Den Spuyten Duyvil Creek überspannen die Henry Hudson Bridge, die bei ihrer Fertigstellung im Jahre 1936 die längste Bogenbrücke der Welt war und die Spuyten Duyvil Bridge, eine Eisenbahn-Drehbrücke, die seit ihrer ursprünglichen Eröffnung im Jahre 1849 mehrfach umgebaut wurde. Wichtige Brücken für den Autoverkehr sind die Broadway Bridge und die University Heights Bridge.
Der Seaman-Drake-Bogen befindet sich am Broadway in der Nähe der 216th Street. Er ist einer der einzigen beiden frei stehenden Bögen in New York City. Er wurde 1855 aus Inwood-Marmor, den man zum Beispiel noch im Inwood Hill Park finden kann, erbaut.

### Inwood Marble
Inwood Marble (Inwood-Marmor), ein weiches, weißes metamorphes Gestein, das im nördlichen Teil Manhattans vorkommt, wurde nach diesem Viertel benannt. Von der Mitte des 17. Jahrhunderts bis Ende des 18. Jahrhunderts befanden sich Steinbrüche auf diesem Gebiet, da das Gestein zum Häuserbau verwendet wurde. Da es aber anfällig für Erosion ist, wichen die Bauträger schließlich auf andere Baumaterialien aus. Inwood-Marmor wurde auch für Regierungsgebäude in Lower Manhattan und Washington D.C. abgebaut. Kleinere Steine dieser Gesteinsart befinden sich auch in den Steinmauern des Isham Parks.

### Parks

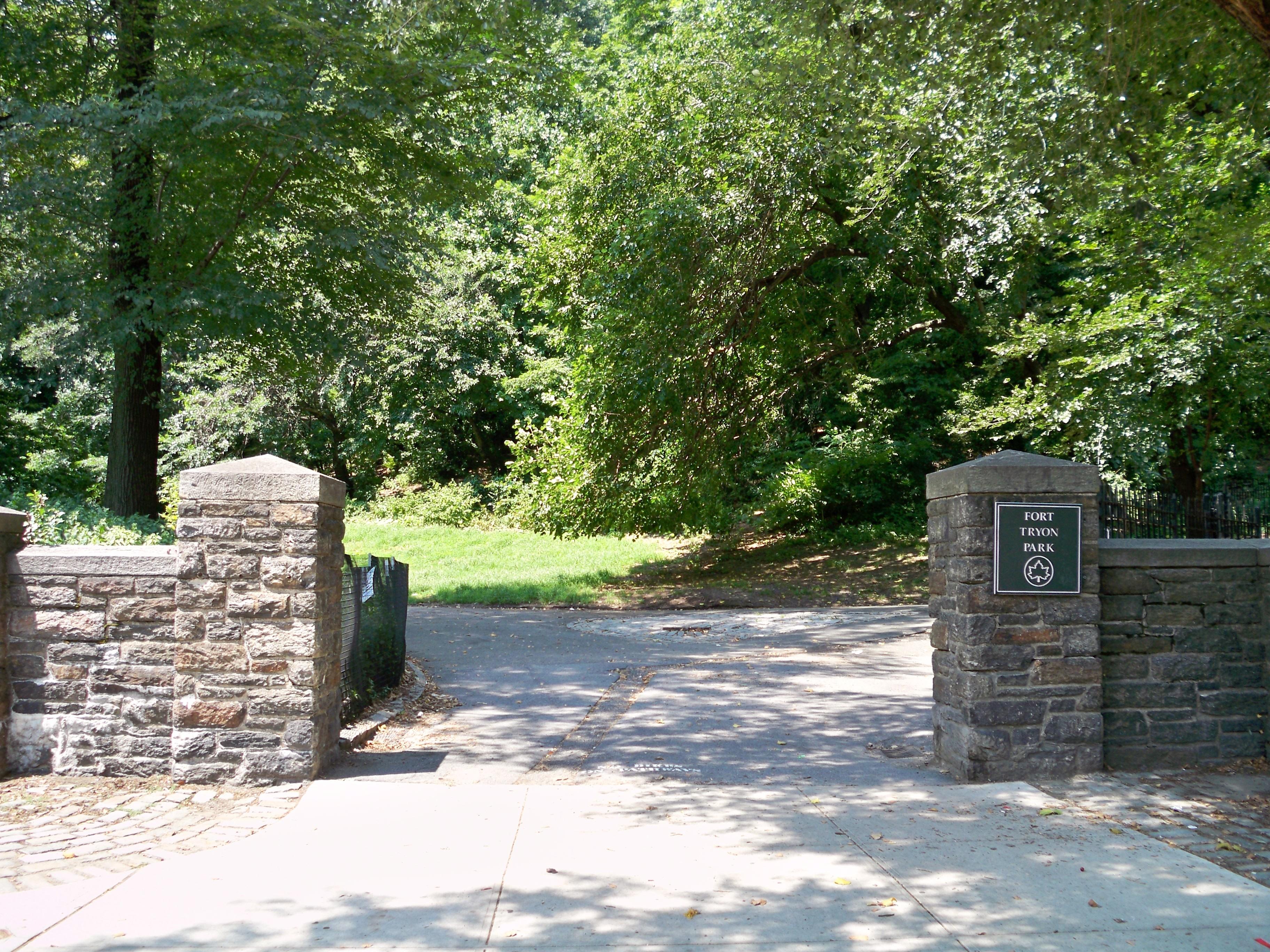
Eingang zum Fort Tryon Park (2010)

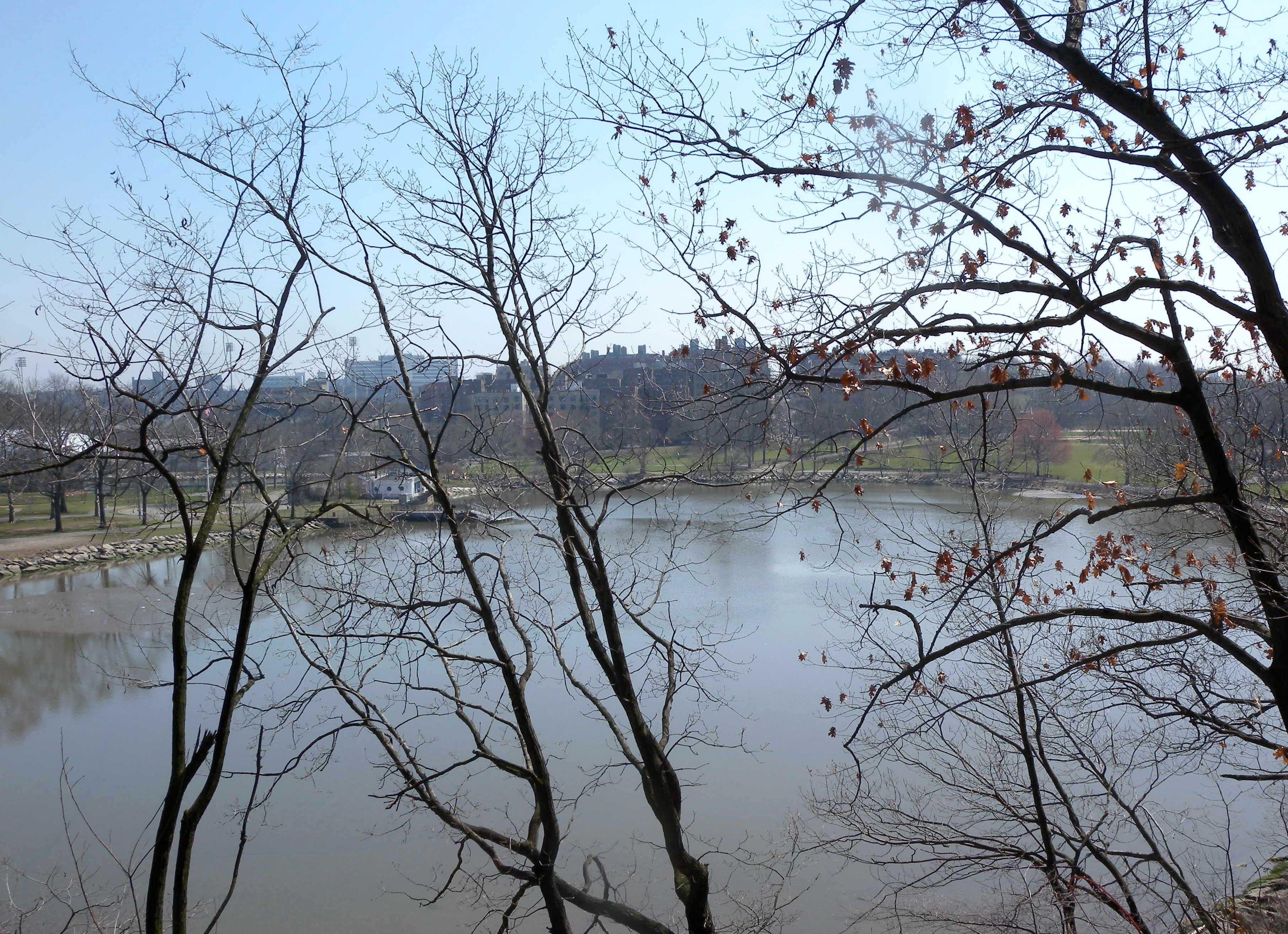
Blick Richtung Südosten über den ehemaligen Harlem River, der inzwischen eine Bucht im Inwood Hill Park ist. Der Uferteil (links) gehörte früher noch zur Bronx.

In Inwood befinden sich zahlreiche Grünflächen. Dabei sind insbesondere der Inwood Hill Park, der Fort Tryon Park und der Isham Park sehr beliebt, da diese sehr alte und gewachsene Parks sind.
Der 80 ha große Inwood Hill Park am Hudson River ist der größte Park im Nordwesten des Viertels mit vielen Bäumen, Sport- und Spielplätzen, Hundelaufplätzen, einer Promenade am Hudson, Tennisplätzen, Spazierwegen und einem Grillplatz. Hier befinden sich die Höhlen, die von den Lenape-Indianern benutzt wurden, bevor die Europäer ankamen. Vogelliebhaber kommen in den Park, um See-, Raub- und Zugvögel zu beobachten. Ein Teil des Parks entstand auf ehemaligen Sommersitzen. Zugleich befindet sich hier der letzte ursprüngliche Wald auf der Insel Manhattan. Vom Inwood Hill Park kann man ein etwa 30 Meter großes „C“ auf der Oberfläche eines einzeln stehenden Felsen jenseits des Harlem River am Ufer der Bronx erkennen. Das Logo der Columbia University befindet sich dort seit ungefähr 50 Jahren.
Blick man vom Inwood Hill Park nach Westen über den Hudson River kann man die New Jersey Palisades sehen. Richtung Osten kann man am Ostende der University Heights Bridge die Türme des früheren Campus der New York University in University Heights sehen, wo heute das Bronx Community College untergebracht ist.
Die anderen Grünflächen Inwoods sind der Isham Park und die 9,3 Hektar (23 Morgen) große Baker Field Athletics Complex der Columbia University entlang der West 218th Street. Das Footballstadion innerhalb dieses Sportkomplexes, das Lawrence A. Wien Stadium, bietet 17.000 Besuchern Platz und ist laut Sports Illustrated aufgrund der malerischen Ausblicke auf die Henry Hudson Bridge und die New Jersey Palisades einer der schönsten Orte landesweit, um ein Football-Spiel anzuschauen.
Teile des Fort Tryon Park und des Highbridge Park liegen entlang der südlichen Grenze von Inwood: Wie z. B. das Lt. William Tighe Triangle, das auch als RING Garden bezeichnet wird (RING = Riverside-Inwood Neighborhood Garden). Der RING Garden liegt an der nördlichsten Spitze des Fort Tryon Park, wo der Riverside Drive, Dyckman Street und Seaman Avenue aufeinander treffen. Er wurde 1984 gegründet und ist damit Inwoods ältester Gemeinschaftsgarten. Hier finden zahlreiche Veranstaltungen zu Kunst, Musik und Umwelt statt. Der Garten verfügt über eine Solar- und Kompostieranlage sowie einen botanischen Garten.

## Institutionen

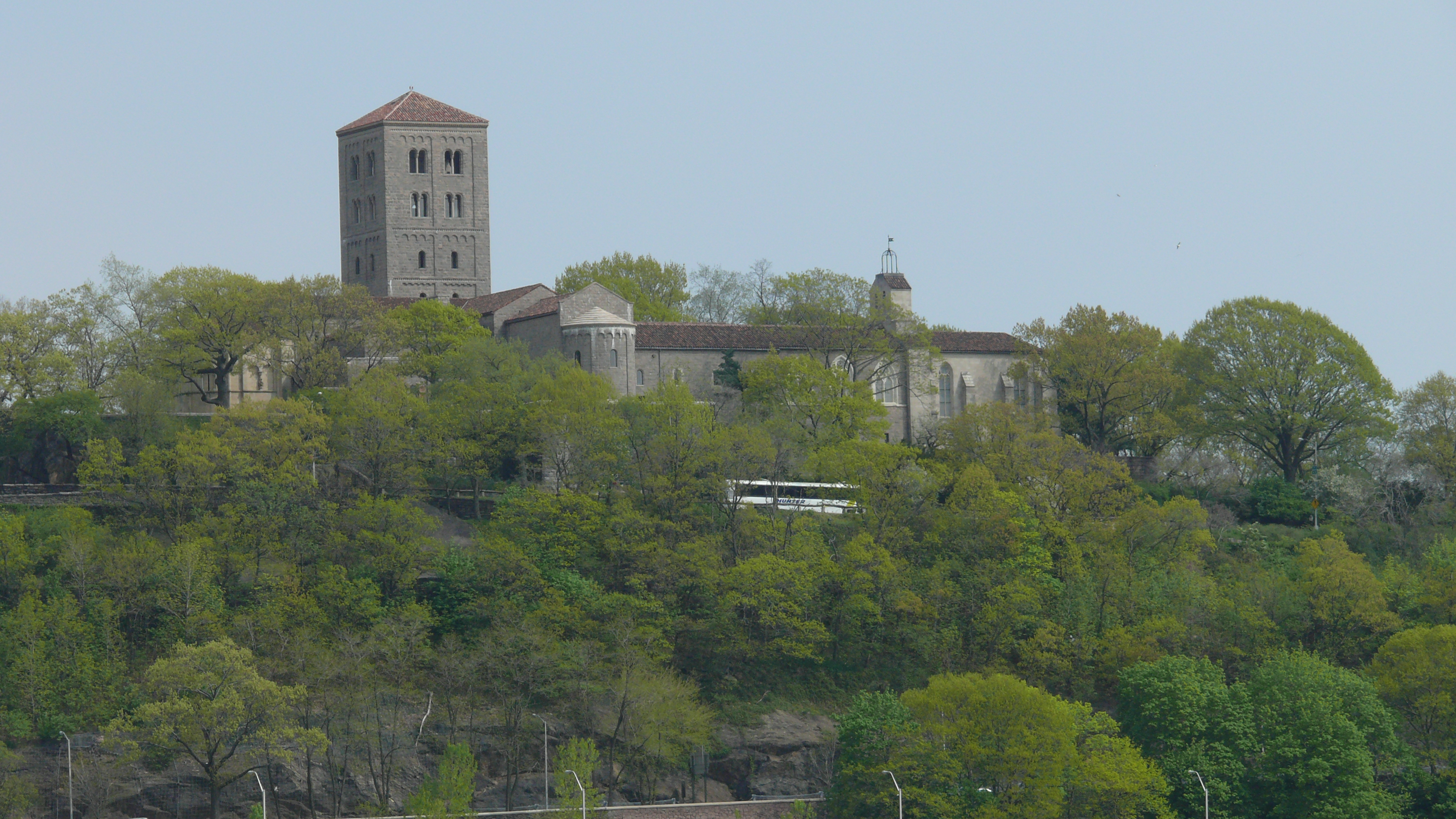
The Cloisters – eine Außenstelle des Metropolitan Museum of Art

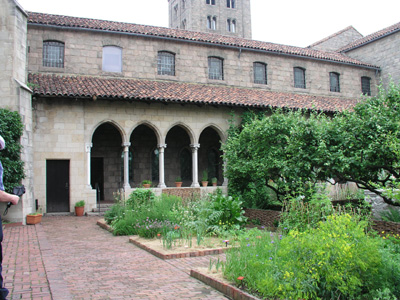
The Cloisters – eine Außenstelle des Metropolitan Museum of Art

Das Allen Hospital (früher: Allen Pavilion) ist das Krankenhaus von Inwood, das eine Einrichtung des NewYork-Presbyterian Hospital ist.
Jeden Samstag findet auf der Isham Street ein Bauernmarkt statt.

### Museen
- Das älteste Gebäude in Inwood ist das Dyckman House, das älteste Farmhaus (Baujahr ca. 1784) in Manhattan am Broadway auf Höhe der 204th Street. Es ist zugleich das letzte Bauernhaus in diesem Stadtbezirk und entstand als dieses Gebiet noch eine niederländische Kolonie war. Heute dient dieses Gebäude als Museum (Dyckman House museum).
- An der Grenze zu Inwood befindet sich in The Cloisters im Fort Tryon Park eine Außenstelle des Metropolitan Museum of Art, das sich mittelalterlicher Kunst und Kultur widmet. Es ist in einem Gebäude untergebracht, das im mittelalterlichen Stil errichtet wurde. Teile davon wurden in Europa erworben, in die USA verschifft und hier wieder aufgebaut. Der Turm des Museums dominiert die Inwoods Skyline. Man erreicht das Museum von der Dyckman Street aus über einen steilen Weg.

### Schulen
In Inwood befinden sich die Muscota New School. Sie ist eine „school of choice“-Primary School für Washington Heights, Inwood und die Viertel Harlems. Muscota verfolgt eher einen reformpädagogischen Ansatz als sich an öffentlichen Lehrplan der Stadt New York City zu halten. Die Aufnahme erfolgt über ein Auslosungsverfahren.
Darüber hinaus gibt es weitere öffentlichen Schulen in Inwood, wie die Shorac Kappock Elementary School, die Inwood Junior High-Intermediate-Middle School, die Ellen Lurie Elementary School, die Dyckman Valley Elementary School, die Amistad Dual Language School (K-8), die Salome Urena Junior High-Intermediate-Middle School und die George Washington High School.
Die privaten Schulen in Inwood umfassen die Good Shepherd School, die an der Isham Street an die angrenzende katholische Good Shepherd Church (Kirche) angeschlossen ist, die Our Queen of Martyrs, eine katholische Schule an der Arden Street, die Manhattan Christian Academy an der 205th Street, die Northeastern Academy an der 215th Street sowie die Saint Judes School an der 204th Street.